# Петраков, Николай Яковлевич
Никола́й Я́ковлевич Петрако́в (1 марта 1937, Москва — 9 января 2014, там же) — советский и российский экономист (рыночник), политолог, доктор экономических наук (1972), профессор (1972), член-корреспондент АН СССР (1984), академик АН СССР (1990), академик РАН, директор Института проблем рынка РАН (с 1990), руководитель секции экономики Отделения общественных наук РАН.

## Биография
Окончил экономический факультет МГУ (1959), «Мы вместе сидели за столом все пять студенческих лет», — свидетельствовал Гавриил Попов. С 1960 года состоял в КПСС. Работал в НИИ технико-экономических исследований, Научно-исследовательском экономическом институте (НИЭИ) при Госплане СССР, Центральном экономико-математическом институте (ЦЭМИ).
В 1963 году защитил кандидатскую диссертацию «Вопросы рентабельности промышленной продукции», в 1972 году — докторскую («Цены в системе управления экономическими процессами: вопросы теории и методологии»).
В 1989 году был избран народным депутатом СССР. Являлся помощником Генерального секретаря ЦК КПСС по экономическим вопросам, помощником Президента СССР по экономике. В 1994—1995 годах — депутат Государственной Думы РФ I созыва.
Преподавал в МГУ — был профессором кафедры математических методов анализа экономики, Академии народного хозяйства, Московском институте радиотехники, электроники и автоматики. Председатель Совета Банка инвестиций и сбережений «Инвестсбербанк». Научный консультант Санкт-Петербургского университета управления и экономики (СПбУУЭ) в области инновационных разработок.
Похоронен на Троекуровском кладбище.

## Критика
Рыжков Н. И.: «…анализируя такие малологичные амплитуды колебаний Президента в последнее время, я понял, что должен был быть кто-то достаточно слушаемый в его ближайшем окружении, чтобы постоянно и настойчиво убеждать Горбачёва в том, что его правительство „консервативно и антиперестроечно“. Кто-то любящий и умеющий плести сеть закулисных интриг, которые всегда так сильно действовали на весьма эмоционального и подверженного влиянию Михаила Сергеевича. Был такой человек рядом с ним. Я имею в виду члена-корреспондента Академии наук Николая Петракова, не самого сильного и не самого яркого экономиста, который аппаратную карьеру предпочёл научной. Это-то понятно: наука требует полной отдачи и благодарна лишь тем, кто умеет идти по нехоженым дорогам, а не по чужим следам. К несчастью для отечественных наук вообще, и для экономики в частности, там подвизалось много людей, которые славно умели пользоваться давно открытым и пройденным и даже завоёвывали себе на этом степени и звания. Умение интриговать, что не было большим секретом для многих, всегда ценилось не менее, если не более, чем умение открывать новое. Петраков вовремя понял, что аппаратная карьера куда надёжнее, чем чисто научная».— «Перестройка: история предательств»

## Награды
- Орден «За заслуги перед Отечеством» IV степени (10 июня 2008) — за большой вклад в развитие науки и многолетнюю плодотворную деятельность[5]
- Орден Почёта (15 января 1998) — за заслуги перед государством, многолетний добросовестный труд и большой вклад в укрепление дружбы и сотрудничества между народами[6]
- Орден «Знак Почёта»
- Почётный профессор Санкт-Петербургского университета управления и экономики

## Основные работы
- Рентабельность и цены. — М.: Экономиздат, 1964.
- Математические методы анализа и планирования цен: экономико-математические модели. — Мысль, 1969.
- Кибернетические проблемы управления экономикой. — М.: Наука, 1974.
- Управление хозяйственными системами. — М.: Знание, 1975.
- Общественная потребность и проблемы планового ценообразования: экономико-математические исследования затрат и результатов. — М.: Наука, 1976.
- Хозяйственный механизм в системе оптимального функционирования социалистической экономики. — М.: Наука, 1985.
- Золотой червонец вчера и завтра // Новый мир. № 8. С. 205—221.
- Русская рулетка: экономический эксперимент ценою 150 миллионов жизней. — М.: Экономика, 1998.
- Последняя игра Александра Пушкина. — М., 2003. (см. аннотация (недоступная ссылка) — дана версия гибели поэта[7])
- Откуда мы? Кто мы? Куда идём? // Литературная газета, № 16, 20—26, 2005.
- Пушкин целился в царя. — М.: Алгоритм, 2014.